# Circonscription d'Arsi Negele
La deuxième circonscription d'Arsi Negele est une des 177 circonscriptions législatives de l'État fédéré Oromia, elle se situe dans la Zone Ouest Arsi. Son représentant actuel est Kebed Werqu Admasu.